# Nokia 2100

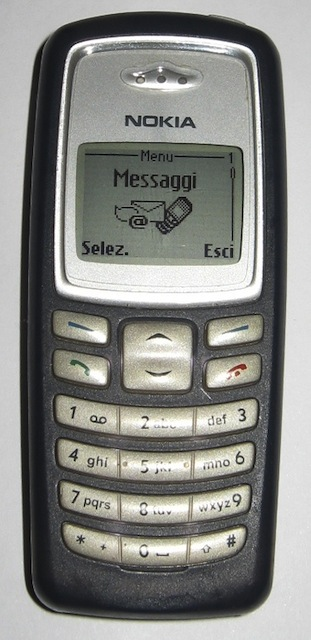
El teléfono Nokia 2100 mostrando el menú en italiano.

El Nokia 2100 es un teléfono móvil anunciado el 4 de noviembre de 2002 y lanzado en 2003.
Se derivó del conocido Nokia 1100 y sirve como sucesor espiritual del Nokia 8210, compartiendo un diseño de botones similar y una pequeña dimensión.
También incluía algunos de los juegos populares de Nokia disponibles, que eran Space Impact, Snake II y Link5. En particular, Space Impact incluía mejores gráficos que el Nokia 3310 y otros, pero era más lento y tenía una mala velocidad de fotogramas.
A pesar de tener una pantalla en blanco y negro y de baja resolución, el Nokia 2100 incluía un redactor gráfico para imágenes, que las personas podían guardar y enviar a través de MMS.
En la parte trasera incluía una ranura, en la que el usuario podía insertar una fotografía pequeña, o un objeto muy delgado, y verlo a través de la tapa de plástico.
Fue sucedido por el Nokia 2310 en 2006.